# Segell dels Profetes
Segell dels Profetes o Darrer dels Profetes (àrab: خاتم النبيين, Ḫātam an-Nabiyyīn, o خاتم الأنبياء, Ḫātam al-Anbiyāʾ) és un dels títols que l'Alcorà reserva a Mahoma, profeta de l'islam. En general, els musulmans interpreten que això vol dir que Mahoma és l'últim profeta enviat per Déu. La principal menció que se'n fa al llibre sagrat de l'islam és a l'aleia 40 de la sura 33 (Al-Ahzab, Els coalitzats):
| « | Muhàmmad [Mahoma] no és el pare de cap home, dels vostres homes. Ell és només el missatger de Déu, Al·là, i el segell, final, perfecte, de tots els profetes. Déu sap molt bé totes les coses! | » |

El 22 de juny del 2020, el Govern del Pakistan feu obligatori afegir l'epítet خاتم النبیین, Khátaman Nabiyín, al nom «Muhàmmad» (en referència al profeta) en tots els llibres de texts i documents oficials.